# Diễn thuyết trước công chúng

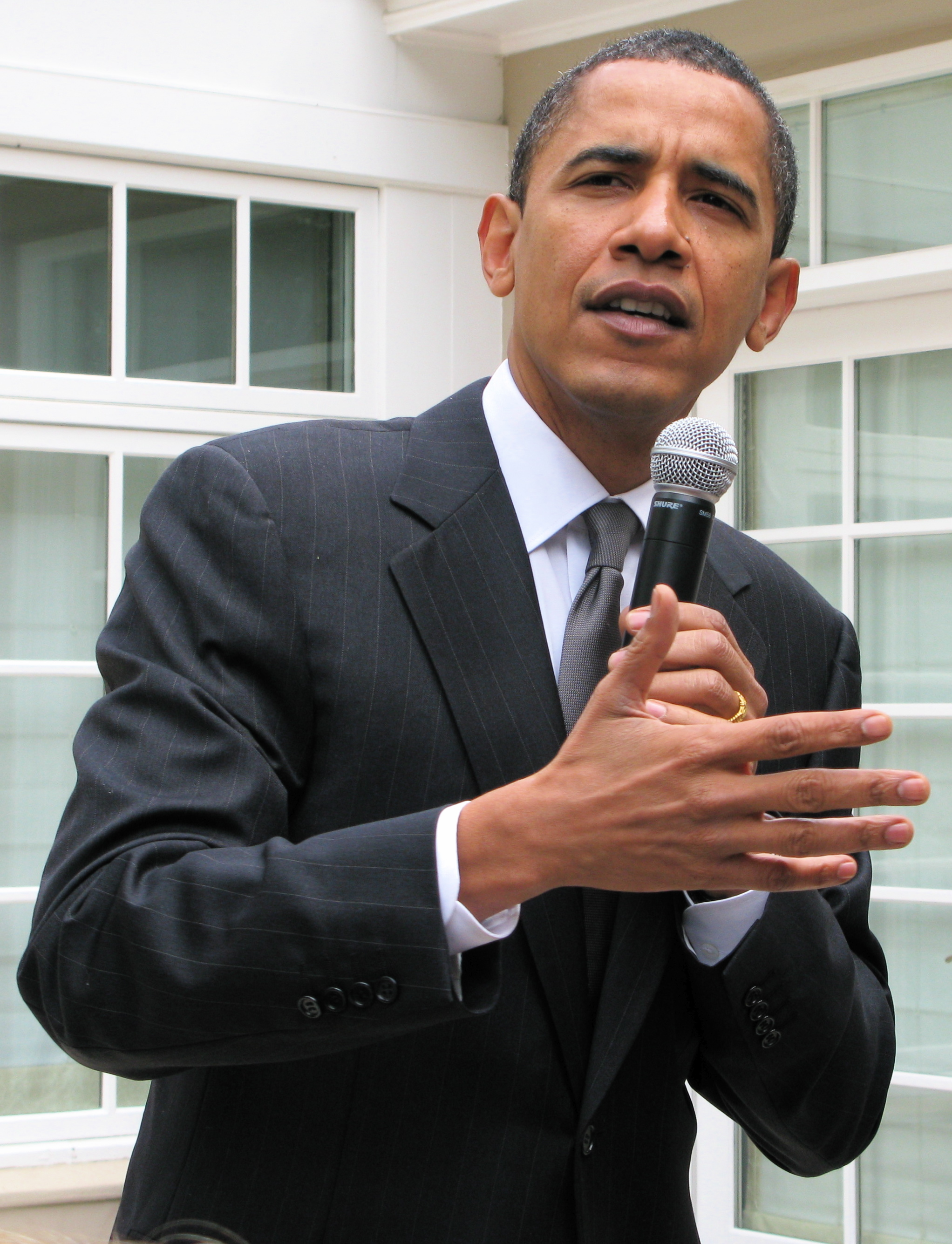
Barack Obama đang diễn thuyết trước công chúng

Diễn thuyết trước công chúng là nghệ thuật nói chuyện với một nhóm người theo một phương cách được chuẩn bị kỹ nhằm cung cấp thông tin, gây ảnh hưởng hoặc gây cười cho thính giả. Trong diễn thuyết, cũng giống bất cứ hình thức truyền thông nào khác, có năm yếu tố căn bản thường được biểu thị như sau, "ai đang nói điều gì với ai và đang sử dụng phương tiện nào để gây ra kết quả gì?".  Mục tiêu của nghệ thuật diễn thuyết có thể kể từ việc chuyển tải thông tin đến hô hào lôi kéo công chúng đi đến hành động, hoặc chỉ đơn giản là kể một câu chuyện. Một nhà hùng biện tài năng không chỉ cung cấp thông tin cho người nghe mà còn có thể làm thay đổi cảm xúc của họ.

## Lịch sử

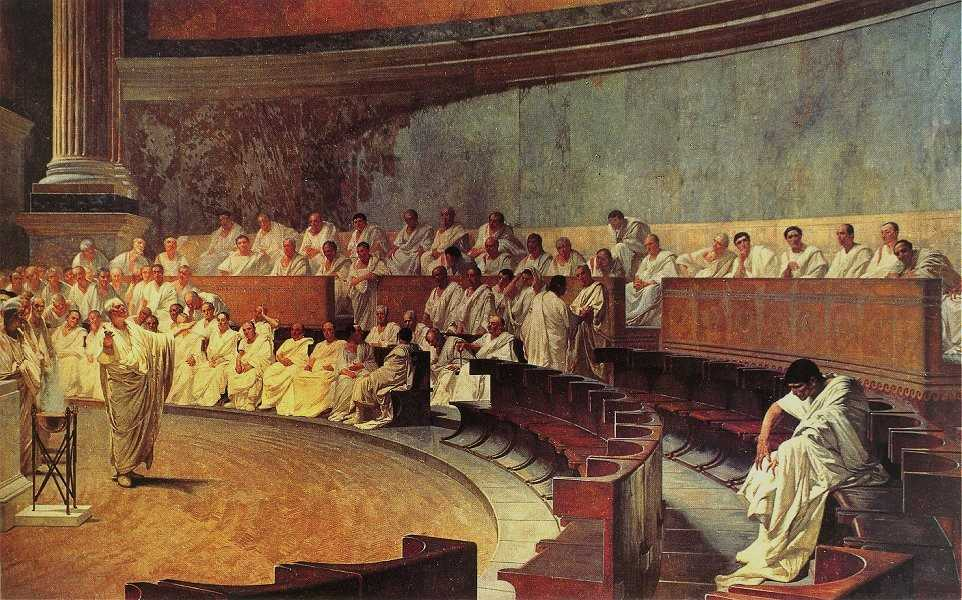
Cicero phản bác Catiline,
bích họa của Cesare Maccari (1840-1919)

Nghệ thuật diễn thuyết trước công chúng, cũng như các bài diễn văn, đã có từ thời xa xưa. Quyển sách giáo khoa đầu tiên về chủ đề này được viết hơn 2.400 năm trước, những nguyên lý được trình bày cặn kẽ trong đó đã được đem vào ứng dụng qua trải nghiệm của những nhà hùng biện Hy Lạp cổ đại.
Từ thời Ai Cập cổ đại, người ta đã biết đào luyện nghệ thuật diễn thuyết trước công chúng. Trong các môn học kinh điển ở Hy Lạp và La Mã, thuật hùng biện (soạn và trình bày các bài diễn văn) chiếm phần chính, và là một kỹ năng quan trọng trong cuộc sống thường nhật, ở nơi công cộng hoặc chỗ riêng tư. Aristotle và Quintilian đều bàn luận về thuật hùng biện và mục tiêu của nó, với những quy luật và hình thái rõ ràng. Thuật hùng biện cũng được xem là một phần trong giáo dục đại học tổng quan suốt thời Trung Cổ và thời Phục hưng.
Nghệ thuật diễn thuyết trước công chúng đã được phát triển từ thời Hy Lạp cổ đại. Người thời sau biết đến thuật hùng biện Hy Lạp qua những tác phẩm cổ xưa. Nhà hùng biện Hy Lạp diễn thuyết với tư cách cá nhân hơn là đại diện cho khách hàng hoặc cho cộng đồng, vì vậy bất cứ ai muốn thành công tại tòa án, trong chính trường, hay trong đời sống xã hội đều phải học biết kỹ thuật nói chuyện trước đám đông. Khởi thủy, một nhóm người tự nhận là "giáo sư triết học" đứng ra truyền dạy những kỹ năng này để nhận tiền công. Plato, Aristotle, và Socrates đều đã phát triển lý thuyết diễn thuyết trước công chúng để chống lại các "giáo sư triết học". Mặc dù Hy Lạp đánh mất sự thống trị về chính trị, kỹ năng huấn luyện nghệ thuật diễn thuyết trước công chúng của người Hy Lạp đã được người La Mã tiếp nhận rộng rãi.
Cùng lúc với sự trỗi dậy của nền Cộng hòa La Mã, những nhà hùng biện La Mã sao chép và dung hòa những kỹ năng diễn thuyết trước công chúng của người Hy Lạp. Người La Mã phát triển thuật hùng biện thành một giáo trình đầy đủ với những hướng dẫn về ngữ pháp (nghiên cứu thi ca), thực hành kỹ năng, và phương pháp soạn diễn văn cả trong hai thể loại thảo luận hay tranh luận công khai. Cicero đã có ảnh hưởng sâu đậm trên thuật hùng biện theo phong cách Latin, nhấn mạnh đến nền giáo dục tổng quan trong mọi lãnh vực của khoa học nhân văn cũng như kỹ năng khai thác sự hóm hỉnh và óc hài hước nhằm tác động đến cảm xúc của cử tọa, cùng nghệ thuật chuyển chủ đề (thường được dùng để đánh lạc hướng người nghe rồi đột ngột dẫn họ trở lại chủ đề chính). Trong thời Đế quốc La Mã, dù không được xem là trọng tâm trong đời sống chính trị như thời Cộng hòa, thuật hùng biện vẫn là nhân tố quan trọng trong luật pháp, và các hình thức giải trí, với những nhà hùng biện nổi tiếng có thể đạt nhiều danh lợi nhờ khả năng diễn thuyết của mình.
Phong cách Latin tiếp tục duy trì ảnh hưởng cho đến đầu thế kỷ 20. Với sự trỗi dậy của phương pháp khoa học và sự nhấn mạnh vào phong cách "đơn giản" trong nghệ thuật viết và nói, ngay cả những bài diễn văn trang trọng ngày nay cũng kém xa những bài diễn văn cổ điển trong khía cạnh trau chuốt và bóng bẩy, mặc dù sự thành bại của các chính trị gia ngày nay có thể phụ thuộc vào hiệu quả của những bài diễn văn. Nhiều người cho rằng Abraham Lincoln, Adolf Hitler, Marcus Garvey, John F. Kennedy, và Bill Clinton đã thăng tiến trong sự nghiệp phần lớn nhờ vào kỹ năng hùng biện của họ.
Khi xã hội dịch chuyển và các nền văn hóa biến thiên, những nguyên lý này cũng thay đổi dù vẫn duy trì được tính nhất quán của chúng. Kỹ thuật và phương pháp của hình thái này thuộc môn truyền thông học từ lâu vẫn dựa vào cấu trúc hùng biện cũng như sự phụ thuộc vào cử tọa. Tuy nhiên, những tiến bộ trong khoa học kỹ thuật cung ứng cho diễn giả những thiết bị tinh vi hơn, thí dụ như hội nghị trực tuyến và viễn thông. Hội nghị trực tuyến là một trong những công nghệ hiện đại đã làm thay đổi cung cách truyền thông giữa diễn giả và đại chúng.

## Đào tạo
Có thể tôi luyện kỹ năng diễn thuyết bằng cách gia nhập các câu lạc bộ như Rostrum, Toastmasters International, ASC hay International Training in Communication, ở đó thành viên có cơ hội thực hành để phát triển kỹ năng nói chuyện trước đám đông.
Thành viên có thể học hỏi bằng cách quan sát và thực hành, cũng như trau dồi kỹ năng của mình bằng cách tiếp thu những hướng dẫn sau khi thực tập. Các kỹ năng này gồm có:
- Thuật hùng biện
- Động tác hình thể
- Luyện giọng
- Lựa chọn từ ngữ
- Đọc ghi chú
- Khai thác tính hài hước
- Tương tác với thính giả

## Lãnh đạo
Một nhà lãnh đạo tài năng cần phải thành thục trong kỹ năng diễn thuyết trước công chúng, đôi khi chính nó giúp che giấu những khiếm khuyết khác. Trong thực tế, kỹ năng này được sử dụng cho các mục đích rất khác nhau – Adolf Hitler và Martin Luther King, Jr. đều là bậc thầy trong thuật hùng biện; cả hai đều biết cách sử dụng kỹ năng diễn thuyết trước công chúng để tạo ảnh hưởng đáng kể trên xã hội – nhưng theo hai hướng hoàn toàn đối nghịch nhau.

## Tổng quan

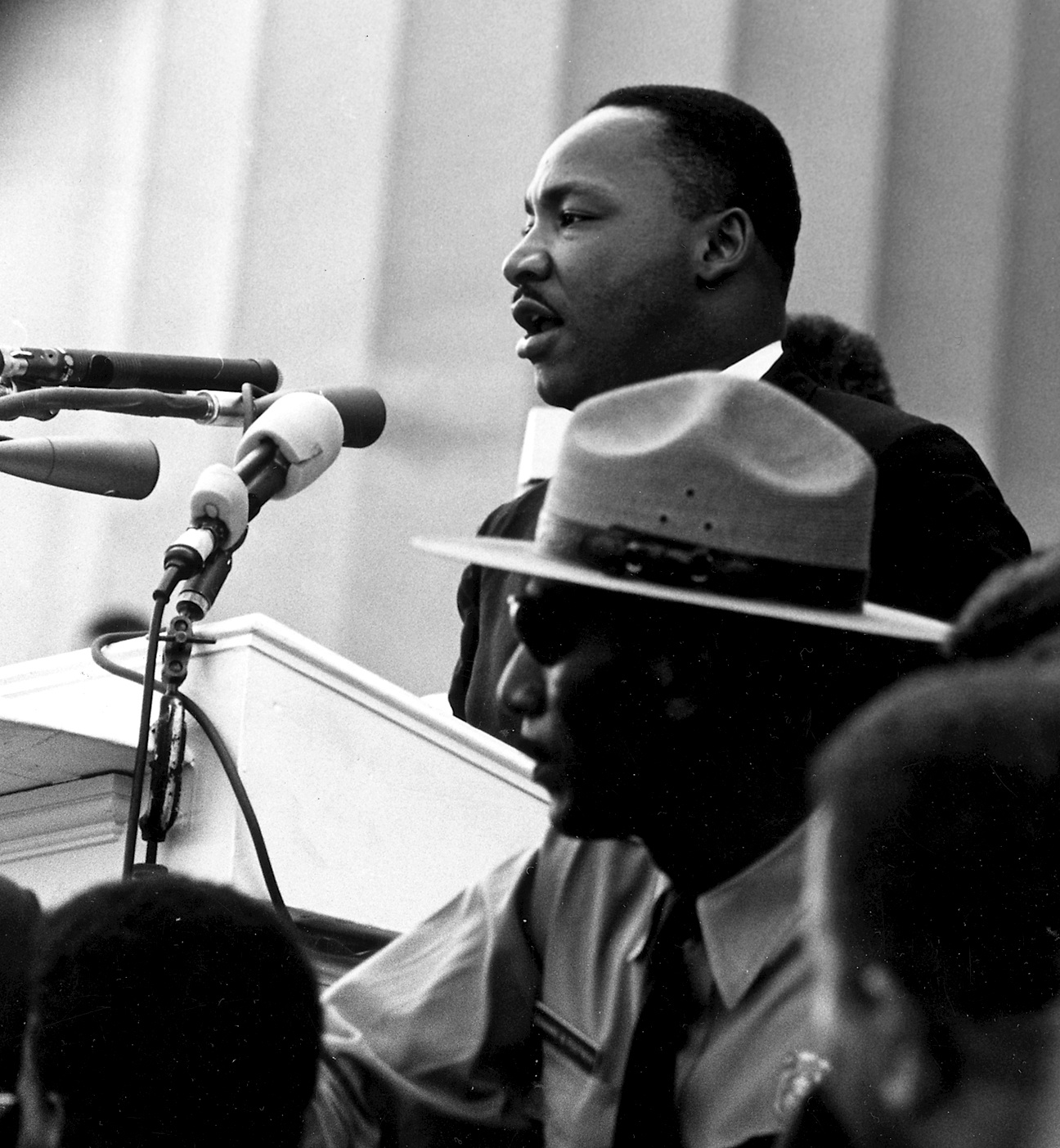
Tôi có một giấc mơ của Martin Luther King, Jr. được kể trong số những bài diễn văn vĩ đại nhất trong lịch sử.

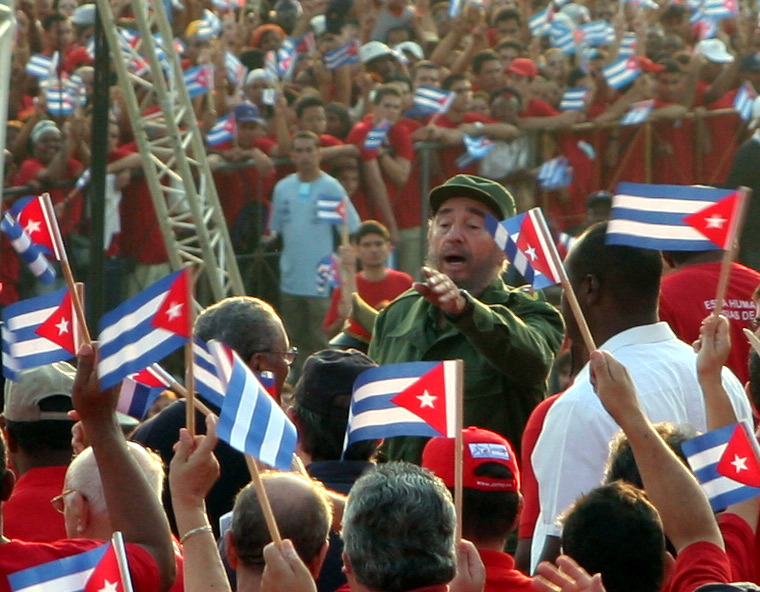
Lãnh tụ Fidel Castro đang diễn thuyết

Những diễn giả chuyên nghiệp thường được đào tạo trong trường học và thường xuyên tham gia các khóa huấn luyện để hoàn thiện kỹ năng của mình như phương pháp kể chuyện hoặc sử dụng óc hài hước cách hiệu quả, cũng như tiếp tục nghiên cứu chuyên sâu các chủ đề họ đang theo đuổi.
Các diễn giả có khả năng chuyên môn đều được trả  lệ phí khi diễn thuyết. Thuộc giới này có thể là những chính trị gia đã rời chính trường, các ngôi sao thể thao, và những nhân vật công chúng khác. Trong một số trường hợp, khoản tiền trả cho họ có thể rất cao.
Nỗi sợ hãi khi phải nói chuyện trước đám đông được gọi là glossophobia (hoặc sợ xuất hiện trên sân khấu). Người ta tin rằng đây là nỗi sợ hãi lớn nhất - hơn cả sợ chết - ảnh hưởng đến 75% nhân loại, mặc dù đối với nhiều người chỉ đơn giản là sự lầm tưởng giữa tình trạng căng thẳng thần kinh hoặc lo âu thái quá với chứng glossophobia.
Nói chuyện trước đám đông và thuật hùng biện đôi khi được xếp trong số các kỹ năng quan trọng nhất mà một cá nhân có thể sở hữu. Hầu hết các diễn giả thành công đều có năng khiếu tự nhiên để thực hành kỹ năng này cách hiệu quả nhằm giúp họ tác động đến người nghe theo chủ đích họ muốn hướng tới. Ngôn ngữ và tu từ học là hai nhân tố quan trọng trong thuật hùng biện. Kiến thức và sự hiểu biết thấu đáo phương pháp và cách thiết lập mục tiêu truyền thông có thể giúp diễn giả chuyển tải thành công thông điệp của họ.
Những nhà lãnh đạo như Martin Luther King, Winston Churchill là những hình mẫu nổi bật về những diễn giả biết cách sử dụng thuật hùng biện để tác động đến xã hội.
Có những bài diễn văn rất nổi tiếng và được nghiên cứu kỹ lưỡng trải qua nhiều năm sau khi được công bố. Trong số đó có "Điếu văn của Pericle" (năm 427 TCN), Diễn văn Gettysburg (năm 1863) của Abraham Lincoln, và Tôi có một giấc mơ của Martin Luther King khi ông tuyên đọc tại Tượng đài Lincoln năm 1963.